# Balljunge

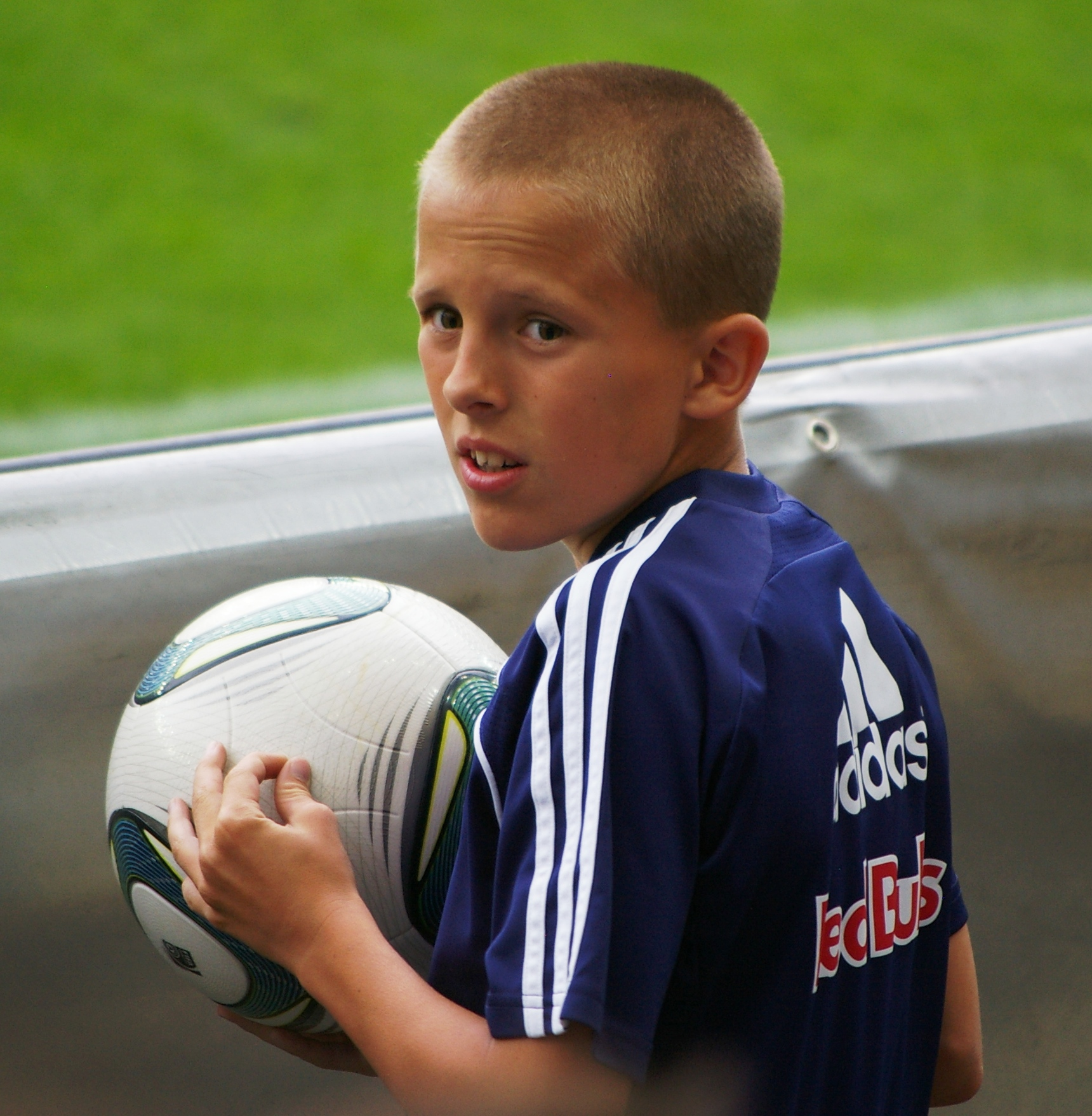
Balljunge bei einem Fußballspiel

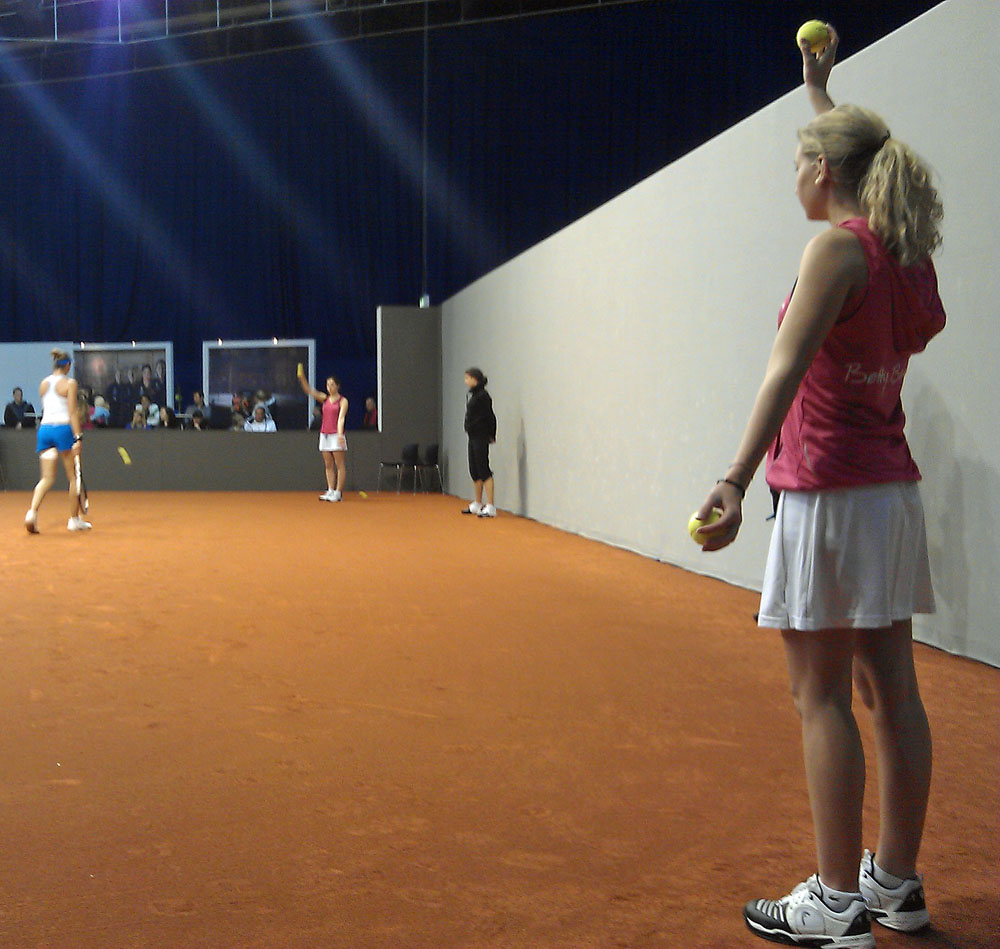
Ballmädchen beim Tennis in der Haltung des Ballangebots

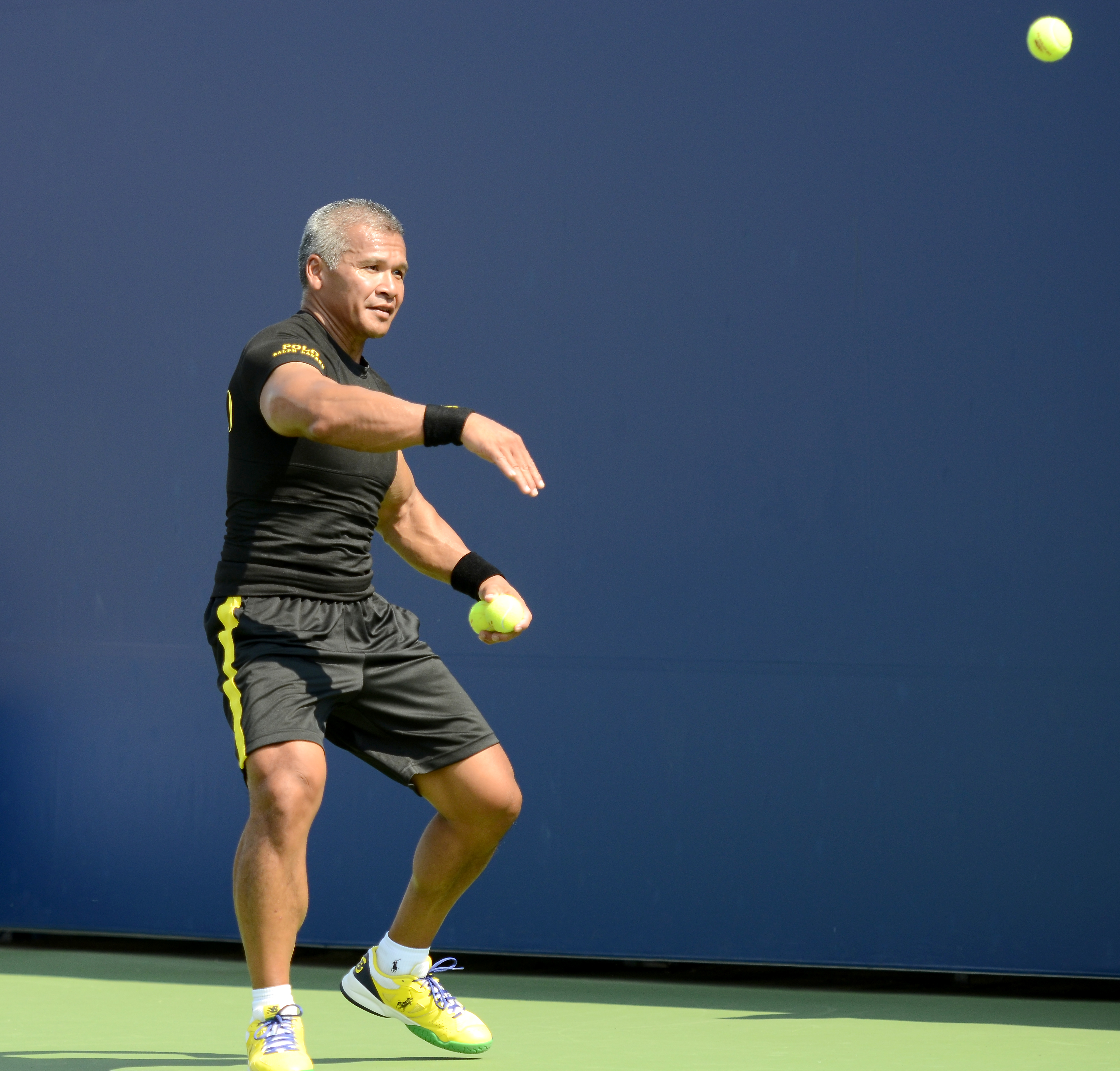
Bei den US Open sind auch ältere Balljungen zugelassen

Balljungen oder Ballmädchen (auch Ballkinder genannt) sind (üblicherweise jugendliche) Helfer bei Wettkämpfen unterschiedlicher Ballsportarten, deren Aufgabe es ist, einen nicht mehr im Spiel befindlichen Spielball einzusammeln und den Spielern zurückzugeben oder Reservebälle bereitzuhalten, um Spielunterbrechungen zu verkürzen.

## Einsatzgebiete
In Sportarten, in denen mehrere Bälle bereitgestellt werden, damit das Spiel schnell fortgesetzt werden kann, werden Balljungen und -mädchen eingesetzt, um möglichst schnell einen Ball zurück ins Spielgeschehen zu bringen. Daher kommen sie regelmäßig beim Fußball, im Tennis, Basketball, Volleyball oder auch Cricket, Baseball und American Football zum Einsatz.

### Tennis
In Tennisturnieren sind Balljungen und -mädchen unentbehrliche Helfer, die bei Spielunterbrechungen sogar das Spielfeld betreten dürfen. Üblicherweise werden Kinder und Jugendliche eingesetzt, die ähnlich wie die Linienrichter nach bestimmten Einsatzzeiten rotieren. Sammelbereiche, Bewegungen, Ballverteilung, Verhalten und Gesten gegenüber den Spielern unterliegen festen Regeln. In der Regel sind Balljungen und -mädchen in den Courtecken und am Netz positioniert. Neben der Ballverteilung werden sie auch dazu eingesetzt, den Spielern zwischen den Ballwechseln Handtücher zu reichen.
Erstmals kamen Balljungen im Jahr 1920 in Wimbledon zum Einsatz. Seit 1977 werden auch Mädchen in dieser Funktion eingesetzt.

### Fußball
Obwohl Balljungen beim Fußball nur sehr selten auffallen, da sie das Spielfeld nur in Ausnahmefällen betreten dürfen, stehen sie gelegentlich im Mittelpunkt:
- Im Halbfinalspiel des englischen Ligapokals zwischen Swansea City und dem FC Chelsea am 23. Januar 2013 verlangsamte ein Balljunge beim Stand von 0:0 in der 79. Minute das Spiel absichtlich, indem er den Ball hinter dem Tor unter seinem Körper hielt. Als Chelsea-Spieler Eden Hazard versuchte, ihm den Ball zu entreißen, traf sein Tritt auch den Balljungen, der sich darauf schmerzverzerrt am Boden wälzte. Hazard sah die Rote Karte und wurde zudem für drei Spiele gesperrt.[2] Später wurde bekannt, dass der Balljunge bereits vor dem Spiel geplant hatte, das Spiel zu verzögern, um die Chelsea-Spieler zu provozieren.[3]
- Bei der Europameisterschaft 2012 wurde in der 21. Spielminute der Partie Niederlande gegen Deutschland im Fernsehen gezeigt, wie Deutschlands Bundestrainer Joachim Löw einem Balljungen den Ball wegstieß. Später stellte sich heraus, dass die Szene vor dem Spiel aufgenommen und dann während der Partie eingespielt wurde, was ein großes Medienecho nach sich zog.[4][5]
- Am 19. Spieltag der Bundesligasaison 2014/15 wurde ein Balljunge beim Spiel Eintracht Frankfurt gegen den VfL Wolfsburg vom Wolfsburger Spieler Kevin De Bruyne mit den Worten „Give me the ball, you motherfucker“ beleidigt.[6] Dafür erhielt De Bruyne vom DFB eine Strafe in Höhe von 20.000 Euro.[7]
- Der damals 15-jährige Balljunge Noel Urbaniak brachte es im März 2025 in einem Spiel zwischen Deutschland und Italien zu Bekanntheit. Bei einem Eckstoß warf er den Ball blitzschnell zu Joshua Kimmich, der den Eckstoß dadurch so schnell ausführen konnte, dass die italienische Mannschaft überrumpelt wurde und Jamal Musiala ein Tor erzielte. Es war Urbaniaks erster Einsatz als Balljunge.[8]